# Diagenesi

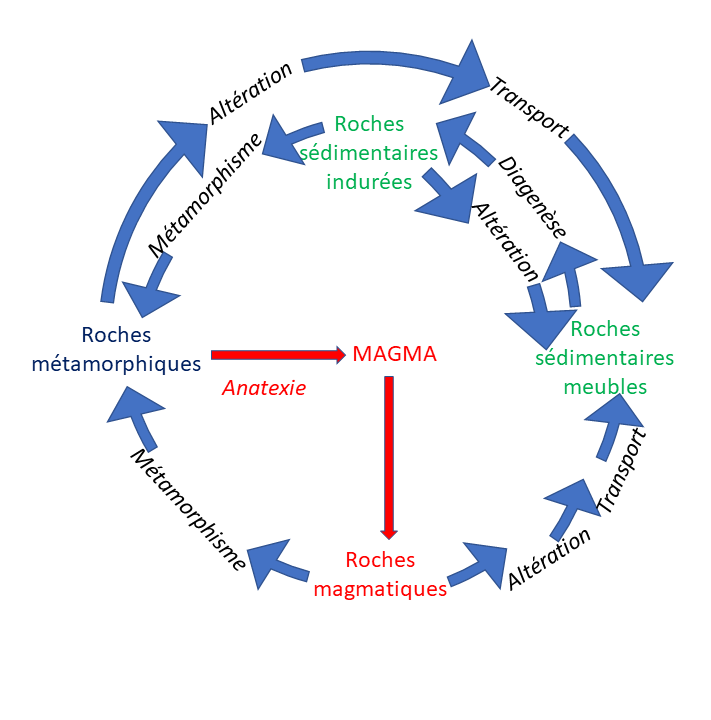
Diversi modi di formazione delle rocce.

In geologia la diagenesi   è un qualsiasi cambiamento chimico-fisico subito da un sedimento dopo la sua deposizione iniziale, durante e dopo la sua trasformazione in roccia coerente, ad esclusione dell'alterazione superficiale (erosione). I cambiamenti diagenetici avvengono a temperature ({\displaystyle \leq }200°C) e pressioni (2-3 bar) relativamente basse e possono avere come conseguenza variazioni della mineralogia e/o della struttura originale della roccia.
La diagenesi rientra a pieno titolo nei processi sedimentari, per quanto potrebbe essere considerata il grado più basso del metamorfismo, nel quale sfocerebbe se la combinazione di pressione e temperatura fosse più elevata.
I processi diagenetici precoci avvengono al momento della sedimentazione fino a un modesto seppellimento; in questa fase può essere molto intensa l'azione dei batteri. 

I processi diagenetici cosiddetti tardivi hanno luogo invece dopo un seppellimento più profondo dovuto ad esempio a subsidenza. La durata complessiva di questi processi può essere anche di milioni di anni.
Si riconoscono diversi fasi nel corso della diagenesi:
- compattazione, che è dovuta al peso dei sedimenti sovrastanti (pressione litostatica); essa provoca la fuoriuscita delle acque interstiziali e quindi l'avvicinamento dei singoli clasti; di conseguenza la porosità e la permeabilità tendono a diminuire durante la diagenesi.
- ricristallizzazione, che coinvolge alcuni minerali instabili presenti nel sedimento; questo processo produce una cementazione dei clasti coinvolti ed è causato proprio dalla pressione tra clasto e clasto.
- dissoluzione e sostituzione, che interessano alcuni minerali che possono disciogliersi e/o essere rimpiazzati da altri; questo è un processo importante nella trasformazione di alcune rocce come la trasformazione della calcite in dolomite (dolomitizzazione).
- precipitazione di nuovi minerali dalle acque percolanti tra gli interstizi del sedimento; se la precipitazione è elevata, arrivando a riempire gran parte dello spazio dei pori entro la roccia, si ottiene la cementazione del sedimento stesso che da incoerente diviene infine coerente.

Lo studio della diagenesi nelle rocce è usato per capire la storia tettonica a cui sono state sottoposte e la natura e il tipo di fluidi che le hanno attraversate; da un punto di vista economico, permette di valutare la probabilità di trovare minerali sfruttabili e idrocarburi.

## Il ruolo della diagenesi nella generazione degli idrocarburi
Quando dei resti di animali o piante vengono sotterrati durante la sedimentazione, le molecole dei costituenti organici (lipidi, proteine, carboidrati e lignina-humica) si separano per l'aumento della temperatura e della pressione. Questa trasformazione avviene nelle prime centinaia di metri di seppellimento e ha come risultato la creazione di due prodotti primari: cherogeni e bitumi.
È generalmente accettato che gli idrocarburi sono formati dall'alterazione termica di questi cherogeni (la teoria biogenica). In questo modo, date certe condizioni (che dipendono in gran parte dalla temperatura), i cherogeni si separeranno per formare idrocarburi attraverso un processo chimico chiamato piroscissione o catagenesi.